# Kraftwerk Dewin
Das Kraftwerk Dewin ist ein Wasserkraftwerk im Oblast Smoljan, Bulgarien. Es hat eine installierte Leistung von 80 MW. Das Kraftwerk nutzt das Wasser des ca. 10 km entfernten Kraftwerks Teschel zur Stromerzeugung. Die Stadt Dewin liegt ca. 2 km nordwestlich des Kraftwerks.
Das Kraftwerk ist im Besitz der Nazionalna elektritscheska kompanija EAD (NEK EAD) und wird auch von NEK EAD betrieben.

## Kraftwerk
Das Kraftwerk ging 1984 in Betrieb und dient zur Abdeckung der Spitzenlast. Es verfügt über eine installierte Leistung von 80 MW. Die durchschnittliche Jahreserzeugung liegt bei 145 Mio. kWh. Die 2 Francis-Turbinen leisten jeweils 40 MW; sie befinden sich in einem oberirdischen Maschinenhaus.
Vom Kraftwerk Teschel wird das Wasser zum ca. 10 km entfernten Kraftwerk Dewin geleitet. Die Fallhöhe beträgt dabei 156 m und der maximale Durchfluss liegt bei insgesamt 72,8 m³/s.